# Liste der Kulturdenkmäler in Kaperich
In der Liste der Kulturdenkmäler in Kaperich sind alle Kulturdenkmäler der rheinland-pfälzischen Ortsgemeinde Kaperich aufgeführt. Grundlage ist die Denkmalliste des Landes Rheinland-Pfalz (Stand: 17. Juli 2023).

## Einzeldenkmäler
| Bezeichnung      | Lage                           | Baujahr | Beschreibung        | Bild                           |
| ---------------- | ------------------------------ | ------- | ------------------- | ------------------------------ |
| Gemeindebackhaus | Kölnische Höfe, Ecke K 95 Lage | 1923    | Bruchsteinbau, 1923 | weitere Bilder Fotos hochladen |